# Sextus
Sextus was een geliefd praenomen bij de Romeinen. Als afkorting van de naam werd Sex. gebruikt. Er bestond ook een vrouwelijke vorm van de naam: Sexta. Net als de namen Quintus (vijfde) en Decimus (tiende), was ook Sextus afgeleid van een cijfer (zesde). Waarschijnlijk werd deze naam gebruikt voor het zesde kind in een gezin, waarna de naam werd overgeërfd naar volgende generaties. Het is ook mogelijk dat de naam verwees naar de (zesde) geboortemaand. Dergelijke namen waren ook bij andere Italische volkeren gebruikelijk, zoals de Sabellijnen.
De familienaam Sextius is een verwante vorm van het praenomen Sextus.
Bekende dragers zijn:
- Sextus Aelius Paetus Catus;
- Sextus Appuleius:
  - Sextus Appuleius (consul in 14)
  - Sextus Appuleius (echtgenoot Octavia maior)
  - Sextus Appuleius (consul in 29 v.Chr.)
- Sextus Caecilius Africanus;
- Sextus Empiricus, Romeins filosoof;
- Sextus Julius Caesar: 
  - Sextus Julius Caesar (praetor in 208 v.Chr.);
  - Sextus Julius Caesar (tribunus militum in 181 v.Chr.);
  - Sextus Julius Caesar (consul in 157 v.Chr.);
  - Sextus Julius Caesar (praetor in 123 v.Chr.);
  - Sextus Julius Caesar (consul in 91 v.Chr.);
  - Sextus Julius Caesar (quaestor in 48 v.Chr.).
- Sextus Julius Frontinus, Romeins consul, officier, ingenieur;
- Sextus Julius Severus, Romeins politicus;
- Sextus Lucilius Bassus, Romeins legeraanvoerder;
- Sextus Marcius Priscus, Romeins gouverneur van  Lycië
- Sextus Pompeius Festus, Romeins schrijver;
- Sextus Pompeius Magnus Pius, tweede zoon van Gnaeus Pompeius Magnus maior;
- Sextus Propertius, Romeins elegisch dichter;
- Sextus Roscius de Jongere;
- Sextus Tarquinius Superbus, zoon van Lucius Tarquinius Superbus.
- Sextus van Valence, bisschop en martelaar in Valence